# Еббі-роуд
Еббі-Роуд (англ. Abbey Road) — жвава вулиця в лондонському Камдені. Пролягає приблизно з північного заходу на південний схід через Сент-Джонс-Вуд, поруч зі стадіоном Lord's Cricket Ground. Є частиною шосе В507.
У південно-східній частині вулиці, за адресою Еббі-Роуд, 3, розташована знаменита звукозаписна студія «Еббі-Роуд» британської медіагрупи EMI. Тут записували свою музику The Beatles і багато інших популярних виконавців. Бітли, зокрема, свій останній студійний альбом назвали саме Abbey Road. На обкладинці цього альбому зображені четверо учасників групи, які переходять вулицю по пішохідному переходу, що знаходиться біля входу в студію. В результаті вулиця міцно асоціюється з The Beatles і з 1970 року є місцем масового відвідування туристами. Незважаючи на щільний трафік на Еббі-Роуд, найзнаменитіший пішохідний перехід став популярним об'єктом фотозйомки.
Табличка з назвою вулиці на розі Гроув-Енд-Роуд та Еббі-Роуд була недавно знята, так як її часто крали або псували різними написами. Зараз покажчик з назвою вулиці закріплений високо на будівлі на розі. Кожні три місяці муніципальній раді доводиться перефарбовувати стіну будинку поруч з пішохідним переходом, на якій фанати ліверпульської четвірки залишають графіті.